# Apache (schip, 1979)
De Apache is een pijpenlegger die in 1979 bij Todd Shipyards, Galveston werd gebouwd voor Santa Fe. Het had een verticaal reel-systeem, in tegenstelling tot het horizontale systeem zoals Santa Fe dat in gebruik had op de Chickasaw. Het was de eerste pijpenlegger met een dynamisch positioneringssysteem.
In 1989 werd Santa Fe Offshore Construction Company overgenomen door Stena Offshore en werd het schip Stena Apache genoemd.
In 1994 werd Stena overgenomen door Coflexip om zo Coflexip Stena Offshore (CSO) te vormen, waarop het schip CSO Apache werd genoemd. CSO werd in 2001 overgenomen door Technip. In 2010 werd het schip gesloopt in India, maar het recent overhaalde pijpenlegsysteem werd overgeplaatst op de nieuwe Apache II.